# Dendrochirus
Dendrochirus là một chi cá biển thuộc phân họ Scorpaeninae của họ Cá mù làn. Chi này được lập bởi Swainson vào năm 1839.

## Từ nguyên
Từ định danh được ghép bởi hai âm tiết trong tiếng Hy Lạp cổ đại: déndron (δένδρον; “cây cối”, ở đây chỉ hàm ý “nhánh”) và kheír (χειρός; “bàn tay”), hàm ý đề cập đến chi này từng được coi là một phân chi của Pterois nhưng có các tia vây ngực phân nhánh.

## Phân loại
Hai chi Pterois và Dendrochirus có liên quan chặt chẽ với nhau, và do sự phân loại không rõ ràng của Swainson (1839) khiến một số nhà ngư học chỉ xem Dendrochirus như đồng nghĩa của Pterois. Việc phân biệt hai chi dựa trên hai đặc điểm hình thái: (1) tia vây ngực không phân nhánh ở Pterois và chỉ một vài tia phía trên phân nhánh ở Dendrochirus; (2) tia vây ngực phía trên không có màng ở Pterois và được bọc hoàn toàn trong màng ở Dendrochirus.

## Các loài

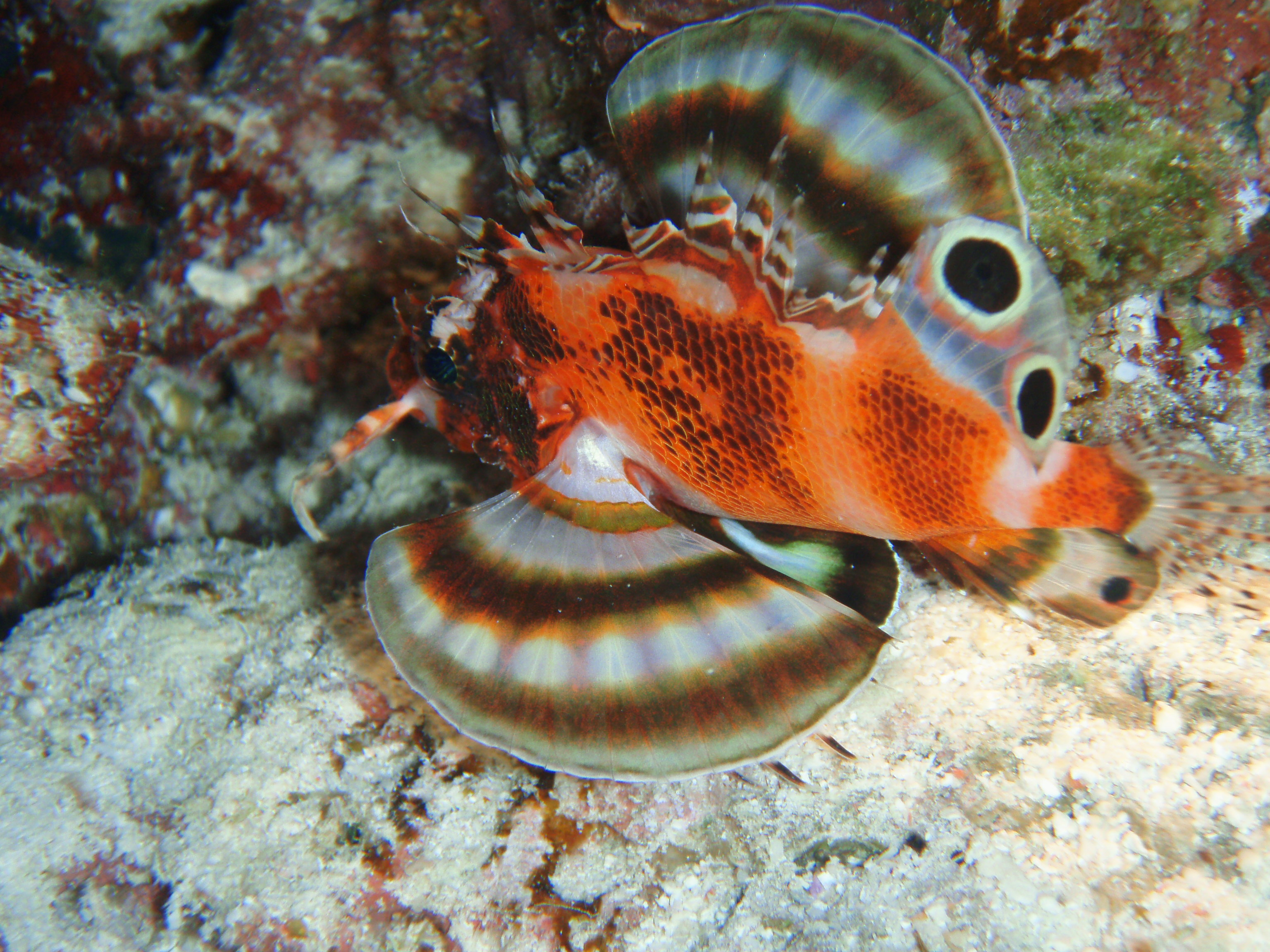
D. (Nemapterois) biocellatus

Theo dữ liệu phân tử và hình thái học của Chou và cộng sự (2023), chi Dendrochirus hiện tại được chia thành 3 chi như sau:

#### NeochirusChou, Liu & Liao, 2023
Tên chi ghép từ néos (νέος; “mới”) và kheír (χειρός; “bàn tay”), hàm ý đến việc tách chi này ra khỏi Dendrochirus. Đặc trưng: một cặp râu ngắn ở chóp mõm, vây lưng không có đốm mắt, số tia vây ngực 17–19, các tia vây ngực trên không có màng.
- Dendrochirus barberi (Steindachner, 1900)
- Dendrochirus bellus (Jordan & Hubbs, 1925)
- Dendrochirus brachypterus (Cuvier, 1829)
- Dendrochirus hemprichi Matsunuma, Motomura & Bogorodsky, 2017[4]
- Dendrochirus tuamotuensis Matsunuma & Motomura, 2013[5]

#### DendrochirusSwainson, 1839
Đặc trưng: có tới 3 râu ngắn ở chóp mõm, vây lưng không có đốm mắt, số tia vây ngực trên 15, các tia vây ngực trên không có màng.
- Dendrochirus koyo Matsunuma & Motomura, 2019[6]
- Dendrochirus zebra (Cuvier, 1829)

#### NemapteroisFowler, 1938
Đặc trưng: một cặp râu ngắn ở chóp mõm và thêm một cặp râu trước ổ mắt rất dài, vây lưng có 2 đốm đen lớn như mắt.
- Dendrochirus biocellatus (Fowler, 1938)

## Sinh thái
D. zebra có chiến thuật phối hợp săn mồi. Để kêu gọi sự hợp tác, chúng xòe vây để báo hiệu các loài cá mù làn khác về sự hiện diện của con mồi. Những cá thể trợ giúp sẽ dồn con mồi vào góc bằng cách căng rộng vây ngực. Chúng còn chia sẻ chiến lợi phẩm bắt được với các thành viên trợ giúp trong cuộc săn mồi.